# Нечипоренко, Кирилл Семёнович
Кири́лл Семёнович Нечипоре́нко (1855 — не раньше 1916) — мировой судья, депутат Государственной думы I созыва от Таврической губернии.

## Биография
По национальности украинец. Из крестьян села Агайманаг Ивановской волости Мелитопольского уезда Таврической губернии. Выпускник земского училища. Затем сдал экзамен при Херсонской гимназии на звание народного учителя. 25 лет был волостным писарем в Ивановской, Серогозской и Рогатчикской волостях. Гласный Мелитопольского уездного земства. Почётный мировой судья. Организатор сельских библиотек, чайных для народа, почтово-телеграфных учреждений и тому подобного. Член Всероссийского Крестьянского союза. Популярен среди крестьян.
26 марта 1906 года избран в Государственную думу I созыва от съезда уполномоченных от волостей. Вошёл в Трудовую группу. Член Комиссии по исполнению государственной росписи доходов и расходов. Подписал законопроект «О гражданском равенстве».
Среди моих товарищей-депутатов от Таврической губернии был один очень культурный, но скромный крестьянин Нечипоренко. Он не решился выступать по земельному вопросу. Молчание Нечипоренко односельчане сочли за измену крестьянскому делу и до такой степени преследовали его, когда он вернулся домой, что ему пришлось с семьей переселиться из своей деревни в Симферополь, где я устроил его на службу в земскую управу (Оболенский В. А.).
Дальнейшая судьба и дата смерти неизвестны.